# Frankrijk op de Olympische Winterspelen 1980
Tijdens de Olympische Winterspelen van 1980, die in Lake Placid (Verenigde Staten) werden gehouden, nam Frankrijk voor de dertiende keer deel.

## Medailleoverzicht
| Sport       | Olympiër      | Discipline       | Medaille |
| ----------- | ------------- | ---------------- | -------- |
| Alpineskiën | Perrine Pelen | reuzenslalom (v) | Brons    |

## Deelnemers en resultaten

### Alpineskiën
| Olympiër             | Discipline       | Resultaat | Prestatie                       |
| -------------------- | ---------------- | --------- | ------------------------------- |
| Philippe Pugnat      | afdaling (m)     | 25e       | 1.50,13 (+4,63)                 |
|                      |                  |           |                                 |
| Caroline Attia       | afdaling (v)     | dnf       | opgave                          |
| Marina Laurencon     | reuzenslalom (v) | dnf-2     | opgave run 2                    |
| Marina Laurencon     | slalom (v)       | dnf-1     | opgave run 1                    |
| Perrine Pelen        | reuzenslalom (v) | Brons     | 2.42,41 (+0,75) 1.15,45+1.26,96 |
| Perrine Pelen        | slalom (v)       | dnf-2     | opgave run 2                    |
| Anne-Flore Rey       | reuzenslalom (v) | 25e       | 2.51,41 (+9,75) 1.20,03+1.31,38 |
| Anne-Flore Rey       | slalom (v)       | dnf-1     | opgave run 1                    |
| Fabienne Serrat      | reuzenslalom (v) | 4e        | 2.42,42 (+0,76) 1.15,43+1.26,99 |
| Fabienne Serrat      | slalom (v)       | dnf-2     | opgave run 2                    |
| Marie-Luce Waldmeier | afdaling (v)     | 16e       | 1.41,05 (+3,53)                 |

### Biatlon
| Olympiër                                                  | Discipline             | Resultaat | Prestatie                                                                                            |
| --------------------------------------------------------- | ---------------------- | --------- | --- |
| Yves Blondeau                                             | 10 km (m)              | 39e       | 37.44,87 (+5.34,18) pen.: 8 (3 / 5)                                                                  |
| André Geourjon                                            | 20 km (m)              | 9e        | 1:12.53,37 (+4.37,06) pen.: 2 (0 / 1 / 0 / 1)                                                        |
| Yvon Mougel                                               | 10 km (m)              | 33e       | 36.57,43 (+4.46,74) pen.: 6 (2 / 4)                                                                  |
| Yvon Mougel                                               | 20 km (m)              | 6e        | 1:11.33,60 (+3.17,29) pen.: 3 (1 / 0 / 1 / 1)                                                        |
| Christian Poirot                                          | 10 km (m)              | 13e       | 34.38,60 (+2.27,91) pen.: 1 (0 / 1)                                                                  |
| Denis Sandona                                             | 20 km (m)              | 20e       | 1:15.21,01 (+7.04,70) pen.: 2 (2 / 0 / 0 / 0)                                                        |
| Yvon Mougel Denis Sandona André Geourjon Christian Poirot | 4x7,5 km estafette (m) | 5e        | 1:38.23,36 (+4.20,09) pen.: 0-15 (0-2 / 0-5 / 0-4 / 0-4) (23.30,07 / 25.14,71 / 24.44,46 / 24.54,12) |

### Kunstrijden
| Olympiër (deelname)    | Discipline | Resultaat | Prestatie              |
| ---------------------- | ---------- | --------- | ---------------------- |
| Jean-Christophe Simond | mannen     | 7e        | pc. 64,0; 175,0 punten |

### Langlaufen
| Olympiër                                                            | Discipline            | Resultaat | Prestatie                                                          |
| ------------------------------------------------------------------- | --------------------- | --------- | ------------------------------------------------------------------ |
| Gérard Durand-Poudret                                               | 15 km (m)             | 42e       | 45.47,26 (+3.49,63)                                                |
| Paul Fargeix                                                        | 15 km (m)             | 28e       | 44.39,94 (+2.42,31)                                                |
| Paul Fargeix                                                        | 30 km (m)             | 35e       | 1:33.12,25 (+6.09,45)                                              |
| Paul Fargeix                                                        | 50 km (m)             | 35e       | 2:45.39,70 (+18.15,10)                                             |
| Dominique Locatelli                                                 | 15 km (m)             | 45e       | 47.06,72 (+5.09,09)                                                |
| Jean-Paul Pierrat                                                   | 15 km (m)             | 14e       | 43.32,53 (+1.34,90)                                                |
| Jean-Paul Pierrat                                                   | 30 km (m)             | 19e       | 1:31.43,03 (+4.40,23)                                              |
| Jean-Paul Pierrat                                                   | 50 km (m)             | 12e       | 2:34.13,07 (+6.48,47)                                              |
| Philippe Poirot                                                     | 30 km (m)             | 38e       | 1:35.47,39 (+8.44,59)                                              |
| Philippe Poirot                                                     | 50 km (m)             | dnf       | opgave                                                             |
| Michel Thierry                                                      | 30 km (m)             | 44e       | 1:38.17,35 (+11.14,55)                                             |
| Michel Thierry                                                      | 50 km (m)             | 31e       | 2:41.38,26 (+14.13,66)                                             |
| Paul Fargeix Gérard Durand-Poudret Michel Thierry Jean-Paul Pierrat | 4x10 km estafette (m) | 10e       | 2:08.43,61 (+11.40,15) (32.20,65 / 33.15,45 / 32.47,10 / 30.20,41) |

### Schaatsen
| Olympiër        | Discipline | Resultaat | Prestatie       |
| --------------- | ---------- | --------- | --------------- |
| Emmanuel Michon | 500 m (m)  | 21e       | 39,47 (+1,44)   |
| Emmanuel Michon | 1000 m (m) | 18e       | 1.19,43 (+4,25) |

### Schansspringen
| Olympiër         | Discipline         | Resultaat | Prestatie                                          |
| ---------------- | ------------------ | --------- | -------------------------------------------------- |
| Gérard Colin     | normale schans (m) | 35e       | 193,8 punten 87,9 p. (69,5 m) + 105,9 p. (77,0 m)  |
| Gérard Colin     | grote schans (m)   | 42e       | 180,6 punten 86,8 p. (89,0 m) + 93,8 p. (91,5 m)   |
| Bernard Moullier | normale schans (m) | 24e       | 210,5 punten 108,1 p. (79,0 m) + 102,4 p. (77,0 m) |
| Bernard Moullier | grote schans (m)   | 37e       | 188,3 punten 92,5 p. (92,0 m) + 95,8 p. (94,0 m)   |

Andorra · Argentinië · Australië · België · Bolivia · Bondsrepubliek Duitsland · Bulgarije · Canada · China · Costa Rica · Cyprus · Duitse Democratische Republiek · Finland · Frankrijk · Griekenland · Groot-Brittannië · Hongarije · IJsland · Italië · Japan · Joegoslavië · Libanon · Liechtenstein · Mongolië · Nederland · Nieuw-Zeeland · Noorwegen · Oostenrijk · Polen · Roemenië · Sovjet-Unie · Spanje · Tsjecho-Slowakije · Verenigde Staten · Zuid-Korea · Zweden · Zwitserland